# 헤이커 카메를링 오너스
헤이커 카메를링 오너스(Heike Kamerlingh Onnes, 1853년 ~ 1926년)는 네덜란드의 물리학자이다. 저온 물리학의 개척자이다. 흐로닝언에서 출생하였으며 흐로닝언 대학교에서 물리학과 수학을 공부하였다. 그 후 독일의 하이델베르크 대학에 유학하였으며, 1894년에는 라이든 대학 부속 저온 연구소를 창설하였다. 그는 이곳에서 액체 공기·액체 수소·액체 헬륨의 제조에 성공하여 1913년 노벨 물리학상을 받았다. 그는 저온에서의 연구로 초전도 현상(특정 물질이, 매우 낮은 온도에서 전기 저항이 사라지는 현상)을 발견했다.

## 같이 보기
- 노벨상 수상자 목록